# Perdido en el tiempo
Perdido en el tiempo, con título original en inglés The House on the Strand, es una novela de Daphne du Maurier, publicada por primera vez en el Reino Unido en 1969 por Victor Gollancz, con una ilustración de sobrecubierta de su hija, Flavia Tower. La edición estadounidense fue publicada por Doubleday.
Como muchas de las novelas de du Maurier, Perdido en el tiempo tiene un elemento sobrenatural, que explora la capacidad de viajar mentalmente en el tiempo y experimentar acontecimientos históricos de primera mano, pero sin influir en ellos. Se le ha llamado un cuento gótico, "influenciado por escritores tan diversos como Robert Louis Stevenson, Dante y el psicólogo Carl Jung, en el que una poción siniestra permite al personaje central escapar de las limitaciones de su triste vida matrimonial retrocediendo en el tiempo". El narrador acepta probar una droga que lo transporta al Cornualles del siglo XIV y queda absorto en la vida de las personas que conoce allí, hasta el punto de que los dos mundos en los que vive comienzan a fusionarse.
Está ambientada en Kilmarth y sus alrededores, donde vivió Daphne du Maurier desde 1967, cerca del pueblo de Tywardreath, que en córnico significa "House on the Strand" (casa en la costa).

## Trama
El escenario de la historia es una antigua casa de Cornualles llamada Kilmarth, que se basa en la casa que la autora había comprado recientemente tras la muerte de su marido.

## Versiones radiofónicas
- 1973 BBC Radio Saturday Night Theatre - Adaptado por Philip Leaver y Kay Patrick, protagonizado por Ian Richardson . Genoma de la BBC
- 2008 BBC Radio 7, lectura en doce partes de Julian Wadham BBC Genome